# Хагер, Леопольд
Леопольд Хагер (нем. Leopold Hager; род. 6 октября 1935, Зальцбург) — австрийский дирижёр.
Окончил зальцбургский Моцартеум (1957), обучаясь дирижированию (у Бернхарда Паумгартнера), а также фортепиано, органу и композиции. В 1957—1962 гг. был помощником дирижёра в Майнцском городском театре, в 1962—1964 гг. работал в Линцском земельном театре, в 1964—1965 гг. занимал пост главного дирижёра Кёльнской оперы. В 1965—1969 гг. был генеральмузикдиректором во Фрайбурге, а в 1969—1981 гг. возглавлял оркестр Моцартеум. На этот же период пришлись важнейшие гостевые выступления Хагера — преимущественно на оперной сцене: он дирижировал «Свадьбой Фигаро» Моцарта на сценах Метрополитен Опера (1976) и Ковент-Гарден (1978), «Тристаном и Изольдой» Вагнера в театре «Колон» (1977) и др. В 1981—1996 гг. Хагер возглавлял Оркестр радио и телевидения Люксембурга.
Основные достижения Хагера связаны с творчеством Моцарта и, прежде всего, с его ранними операми: запись пяти опер Моцарта, осуществлённая Хагером в конце 1970-х гг. с участием ряда выдающихся исполнителей, была переиздана в 2006 г. Хагер также записал несколько опер Гайдна и Глюка, симфонические произведения Сметаны, Шнитке, других композиторов.